# 長崎日産自動車
長崎日産自動車株式会社（ながさきにっさんじどうしゃ）は、長崎県佐世保市に本社を置く、日産自動車のカーディーラー。

## 概要
地場独立資本のディーラーである。佐世保店と長崎店の2店舗の経営で、その2店舗がそれぞれ幾つかの営業所に分かれるという経営方式をとっている。

## 沿革
- 1942年10月30日 - 長崎日産自動車設立。
- 2021年6月1日 - 日産プリンス長崎販売の全株式を日産ネットワークホールディングスより取得。グループ入りする[1]。

## 事業所
佐世保店（大村市・西海市以北）
- 佐世保営業所 - 佐世保市島地町11-2
- 大塔営業所 - 佐世保市大塔町5-1
- 大村営業所 - 大村市松並2丁目1255

長崎店（諫早市・長崎市(旧琴海町)以南）
- 中古車センター - 諫早市久山町2163
- 長崎営業所 - 長崎市宝町1番26号
- 時津営業所 - 西彼杵郡時津町左底郷101-2
- 諫早営業所 - 諫早市久山町2163番地
- 島原営業所 - 島原市弁天町2丁目7109番地4